# ملعب عوبيد عيتاني شيلوم
ملعب عوبيد عيتاني شيلوم (المعروف سابقا باسم مجمع فرانسيستاون الرياضي) هو ملعب متعدد الاستخدامات في فرانسيستاون ، بوتسوانا.
يتم استخدامه في الغالب لمباريات  كرة القدم وعادة ما يستضيف المباريات المنزلية لTAFIC F.C. يتسع الملعب ل26000 شخص ، مما يجعله أكبر ملعب في البلاد. تم افتتاحه رسميا في عام 2015 ، بعد 5 سنوات من الموعد المخطط له. بسبب التأخير ، لم يكن من الممكن الانتهاء من الملعب في الوقت المناسب لكأس العالم 2010 كما كان مخططا في البداية. كان يطلق عليه في الأصل مجمع فرانسيستاون الرياضي ، وتم تغيير اسمه إلى ملعب أوبيد عيتاني تشيلوم في أكتوبر 2019.
يستضيف الملعب أيضا لقاءات ألعاب القوى للمدارس الثانوية المحلية ، فضلا عن التجارب والمسابقات الوطنية.

## روابط خارجية
- Stadium Pictures
- Information on stadium